# Štafeta (časopis)
Štafeta byl kulturní časopis vycházející v Prostějově v letech 1968–2015. 

## Historie
Časopis vyšel v nultném čísle v roce 1968, od roku 1969 vycházel čtyřikrát ročně. Vydavatelem byl Dům kultury a vzdělávání (1968–1974), poté Okresní kulturní středisko (1974–1991), Regionální osvětové středisko (1991–1992), Městský úřad v Prostějově (1992–2001) a Městská knihovna v Prostějově (2001–2015). Časopis se zaměřoval na kulturu v Prostějově a okolí v minulosti i současnosti. Poslední šéfredaktorkou časopisu byla prostějovská novinářka Olga Katolická.